# Вергюлст Димитрій
Вергюлст Димитрій (нід. Dimitri Verhulst; 2 жовтня 1972 — бельгійський нідерландськомовний сучасний поет і прозаїк.
Українською мовою перекладений один із кращих його творів «Кепські справи».
У 2017 році відвідав міжнародний книжковий ярмарок у Києві Книжковий арсенал для презентації роману «Кепські справи», а також роману його земляка Гюго Клауса, «Смуток Бельгії».